# Collingwood (Queensland)
Collingwood (/'kɒlɪŋwʊd/ en inglés) es una antigua ciudad en Channel Country en el Oeste Central de Queensland, Australia, en la Comarca de Winton. Collingwood fue fundada en la década de 1870, y se esperaba que la ciudad prosperara y se convierta en un centro regional que fomente el desarrollo de la actividad pastoral en la región de Diamantina, una industria de gran importancia local hasta el día de hoy. Sin embargo, Collingwood finalmente fracasó como ciudad y fue renunciado después de sólo unas dos décadas de existencia.

## Geografía

### Ubicación
Collingwood yacía a unos 11 km del río Western desde las bifurcaciones donde se vacía en el río Diamantina, una de las tres principales confluencias en el Diamantina, a unos 52 km al oeste de Winton. Ambos ríos están trenzados en este punto, una forma de tierra que le da nombre a Channel Country («país de canales»). Wokingham Creek, también, se encuentra con el Diamantina aquí, y alimenta el Pozo de Agua Conn (22°17′56″S 142°28′44″E / -22.299, 142.479), un cuerpo de agua en forma de gancho justo arriba del Diamantina cuyo tamaño fluctúa con las fortunas climáticas de la región; sequía es un fenómeno común aquí. Un arroyo más pequeño pero igualmente trenzado, llamado Haine Creek (o Maine Creek – fuentes difieren), se vacía en el oeste desde el sur en el sitio de Collingwood. Otros arroyos cercanos son Scarlet Creek, que se vacía en el oeste desde el sur a unos 8 km aguas arriba de la localidad, y Gum Creek, que se vacía en Mulray Creek, que se vacía en el Diamantina a unos 21 km al suroeste de la localidad, y aproximadamente 14 km aguas abajo desde donde el Western se vacía en el Diamantina. Lydia Creek se vacía en el Western desde el sur alrededor de dos quintas partes del camino hasta Winton. La tierra en la zona es principalmente pastizales planos (específicamente, hierba Mitchell), aunque localmente, hay algunos puntos donde la tierra se eleva por encima de la planitud circundante, entre ellos el Monte Booka Booka a 10,5 km al noroeste, el Monte Munro a 12,4 km al norte, el Monte Boorooma a 15 km al sur, el Monte Capo Goleburra 19 km al sureste y el Monte Hardwick justo en el Pozo de Agua con , a 6,5 km al noroeste de la antigua ciudad. El pueblo, que todavía se identifica en muchos mapas como Collingwood, se encuentra en el camino Diamantina River Road a unos cuatro kilómetros a lo largo de su cruce con el camino Kennedy Developmental Road que se encuentra al norte, y hay un corto camino al sur del primero que conduce a lo que una vez fue el cementerio de Collingwood. Más de 60 estaciones de ovejas y ganado se encuentran a menos de 70 km del sitio de Collingwood, algunas de las cuales incluso datan de la época en que la ciudad existía (ver Collingwood hoy abajo), y figura en la corta historia de la ciudad.

Vistas satelitales de la ubicación de Collingwood
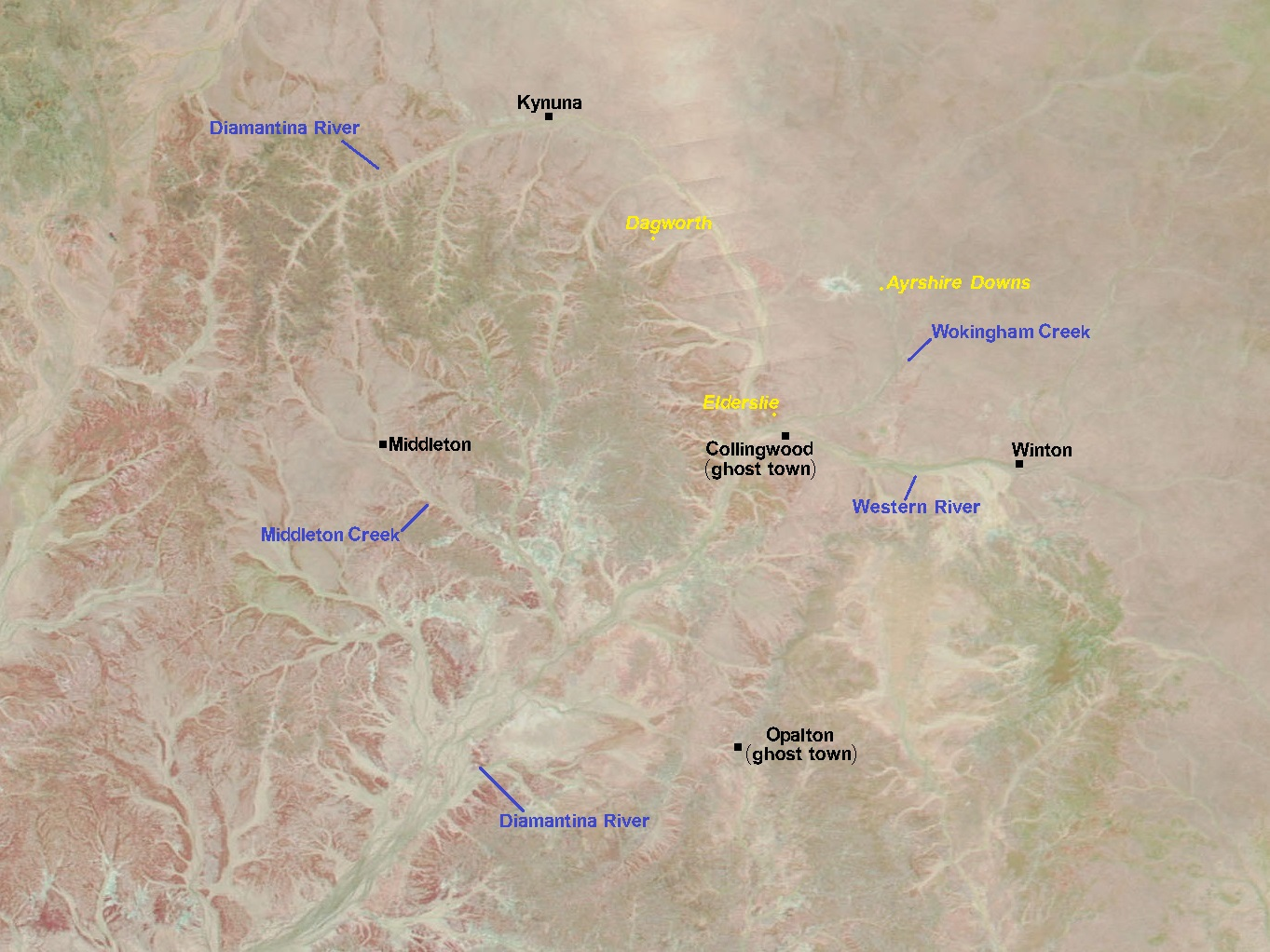
Un área de Collingwood de aspecto seco en diciembre de 2008 demuestra, cuando se ve junto a la siguiente imagen, cambios estacionales en el agua superficial.
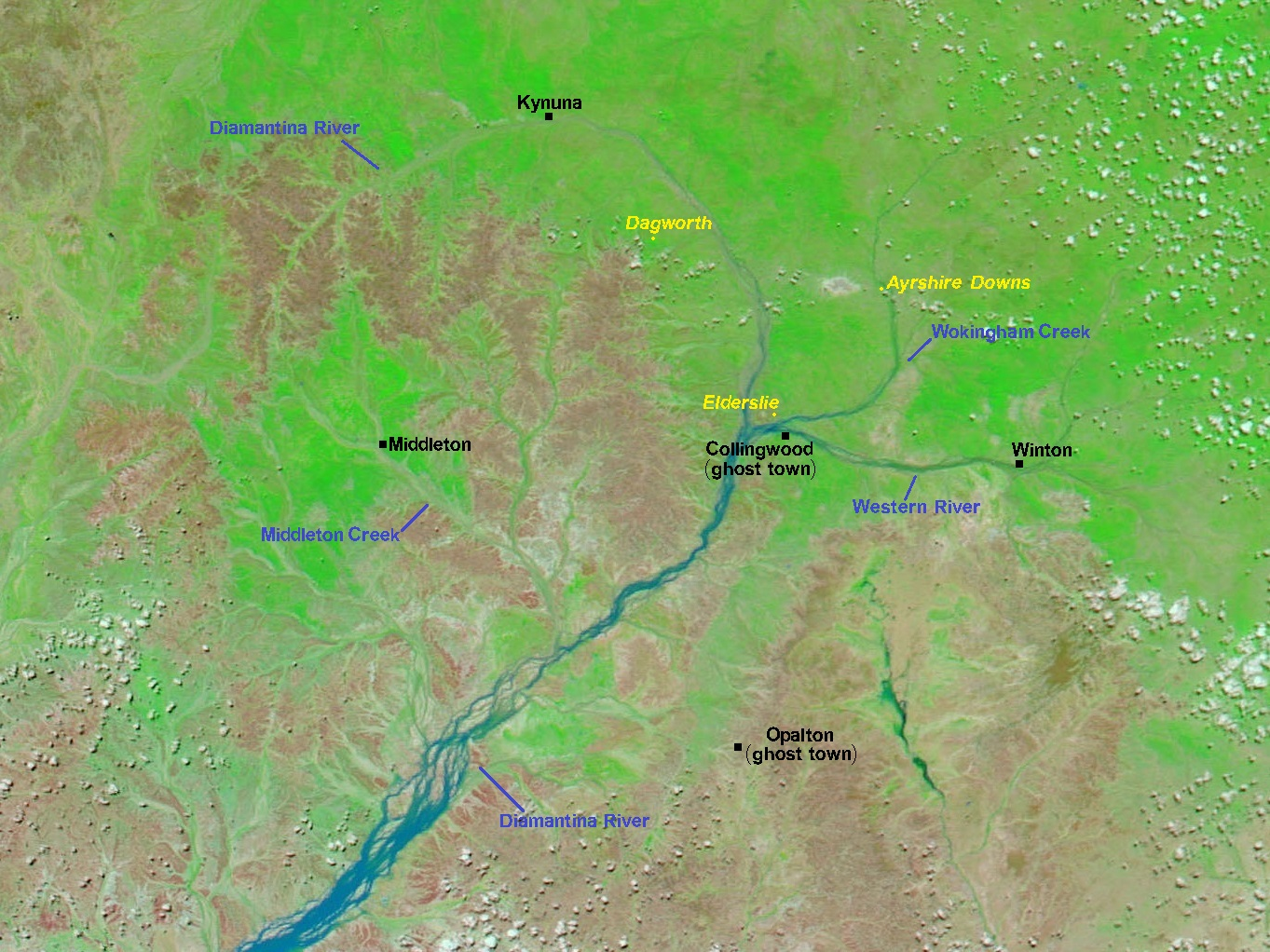
Sólo dos meses más tarde, en febrero de 2009, el área de Collingwood parece un poco más húmeda y, en consecuencia, más exuberante. Estas inundaciones ocurrieron hacia el final de una sequía.
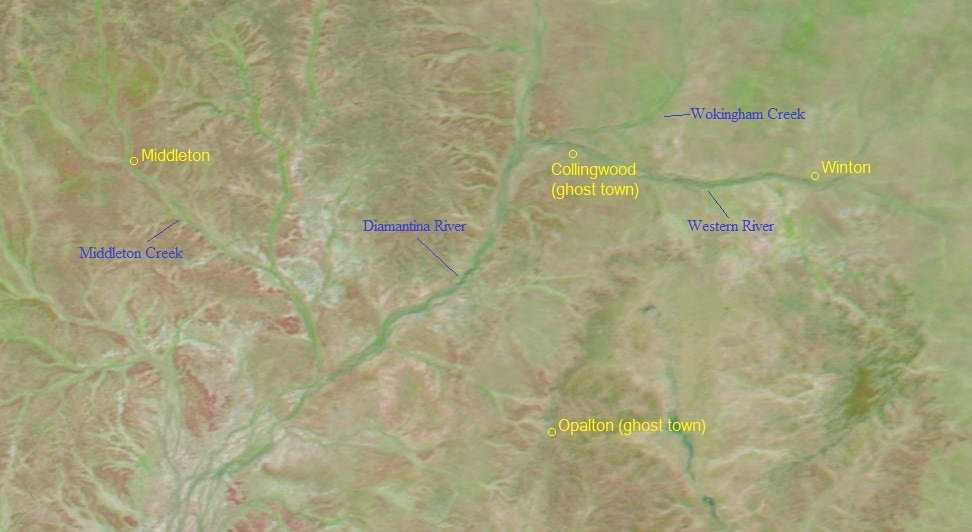
Las inundaciones en enero de 2010 reverdecieron la tierra, especialmente cerca de los ríos. Esta coloración, sin embargo, es exagerada un poco por el uso de la NASA de luz visible e infrarroja en las tres imágenes.

Collingwood también yacía en la Gran Cuenca Artesiana. Sin embargo, no parece haber ningún registro de un aburrimiento artesiano jamás intentado en Collingwood, como se hizo en muchos otros lugares en Outback Queensland, incluso localmente (como en Dagworth, 65 km al noroeste, en la década de 1890) a menudo con gran éxito. Geológicamente, el sitio se encuentra en la cuenca de Eromanga. Más localmente, la geología consiste en la Formación Winton Cretácico, y fue en la Estación Manfred (23.0666669464°S 143.9666674804°E), a 168 km del antiguo sitio de Collingwood, donde la formación cedió al menos dos fósiles paleobotánicos a un J. Williams en 1920. Más recientemente, en 2005, Australovenator y Diamantinasaurus matildae Cretácico inferior restos de dinosaurios fueron desenterrados por paleontólogos en el "sitio Matilda" no muy al norte de la antigua ciudad, en la Estación Elderslie (posición del sitio aproximadamente 22°12′S 142°30′E / -22.2, 142.5). Una "falla importante" pasa justo al sureste del sitio de Collingwood, llamado la Falla de Cork. Corre aproximadamente de noreste a suroeste. Su descendente está al noroeste, hacia Collingwood. Los estudios sísmicos a lo largo de esta falla comenzaron en 1960 con la Oficina de Recursos Minerales (ahora Geoscience Australia). En los años siguientes, una serie de otras encuestas fueron realizadas por empresas privadas, entre las que se encontraba el Western River Seismic Survey en 1967 por la United Geophysical Corporation, que estaba "destinado a definir aún más la sección Permo-Triásico en el lado del descendente (oeste) de la Falla de Cork indicado por la anterior encuesta de Collingwood (Phillips, 1966) ". Esta información se mantiene en un informe que también menciona la exploración petrolera en la zona, con un pozo exploratorio hundido a unos 20 km al norte de la antigua localidad, en Lovelle Downs (22°09′S 142°32′E / -22.15, 142.53). La perforación estaba en marcha a finales de 1972 por Hematite Petroleum. La falla de Cork podría haber comenzado hace tanto tiempo como el Mesoproterozoico (hace entre 1.600 y 1.000 millones de años), cuando habría formado parte de una gran red de fallas normales activas en la tierra que eventualmente llegarían a ser conocidas como Australia, aunque entonces, la tierra era parte del supercontinente de Rodinia. El equipo de la Universidad de Monash que llegó a estas conclusiones y las presentó en 2015, a saber, Giovanni P. T. Spampinato, Laurent Aillères, Peter G. Betts y Robin J. Armit, creía que si bien la falla de Cork debía considerarse como una discontinuidad crustal fundamental, no era el antiguo margen oriental de Rodinia. Esto creen porque la Falla de Corcho es la línea en la corteza terrestre donde el Monte Proterozoico Isa terrane (el lado de la falla hacia abajo mencionado anteriormente) ha sido empujado bajo el fanerozoico Thomson Orogen (el lado upthrown).

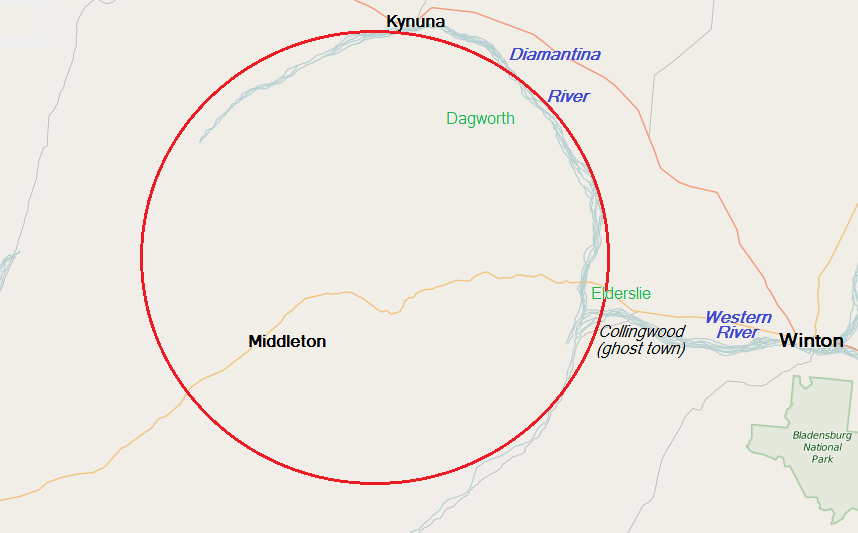
Un mapa que muestra la extensión aproximada de la anomalía crustal que puede ser una estructura de impacto antigua.

Robert Logan Jack, FGS, FRGS, el Geólogo del Gobierno para Queensland, escribió un informe sobre la región (y de hecho todo Queensland) en 1892. Junto con su compañero geólogo Robert Etheridge, Junior, el paleontólogo del gobierno de Nueva Gales del Sur, Jack identificó "una cama de yeso, de espesor viable y de gran pureza" en Chollarton, un lugar dicho por Jack para acostarse cerca de Collingwood (aunque el nombre sólo parece aparecer en otro lugar en los registros, también en relación con el trabajo de Jack). Jack también mencionó en su informe que el área entre Wokingham Creek y el río Diamantina, justo al norte de la ciudad, se caracterizó por areniscas grises "con ocasionalmente piedra de hierro arenoso o arenisca de máscara de hierro". Además, escribió que había madera silicificada esparcida sobre el suelo. El informe de Jack también deja claro que hay costuras de carbón en la región. Un pozo hundido alrededor de 1878 entre Werna y Ayrshire Downs, a unos 50 km al norte de Collingwood, golpeó dos costuras de este tipo, y de lo contrario produjo estratos de areniscas grises y esquistos arenosos con lechos de piedra de bandera argillaceosa (que contenía conchas marinas) y arenisca con piritas de hierro. El pozo también produjo muchos fragmentos de madera silicificada y carbonizada. El mandrinado terminó a 204 pies (62 m) en piedra arenisca dura y fina. El agua se golpeó a dos niveles por debajo de la primera costura de carbón. Otros pozos de la región, también, golpearon el carbón (pero no siempre el agua).

### Posible impacto de asteroide
La parte superior del río Diamantina, en forma de gancho, ha llamado la atención científica. En marzo de 2015, Geoscience Australia informó que el curso del río en y cerca de sus cabeceras fluye a lo largo del borde de una anomalía crustal más o menos circular que bien podría ser una estructura de impacto. Tiene 130 km de diámetro y el sitio de Collingwood se encuentra justo en su borde oriental. El impacto del asteroide, si de hecho esta es la explicación de la anomalía, habría ocurrido hace aproximadamente 300 millones de años.

### Bioregión
En términos de biorregiones, el sitio de Collingwood se encuentra dentro de la subregión galilea, en sí mismo parte de la biorregión de la cuenca del lago Eyre.

## Historia

### Pueblos indígenas
En el tiempo antes de la colonización europea, el río Diamantina, pasando justo al lado del pueblo, sirvió como una carretera comercial norte-sur para los australianos indígenas. Los Maiawali y Karuwali comerciaban productos como bumeranes, escudos y pituri por ocre amarillo, piedra para hacer herramientas y varias otras cosas.
El clima semiárido que caracteriza el sitio de Collingwood y sus alrededores puede ser inhóspito. Al menos un intento temprano de los europeos de colonizar la zona se vio frustrado por la sequía, lo que llevó a los colonos a optar por irse. Los indígenas, sin embargo, han vivido en Channel Country durante miles de años. Según el Atlas Histórico de Queensland, fueron "pozos de agua permanentes y pulsos periódicos de agua sustancial" en forma de lluvia, a veces intensa, que "permitió a los aborígenes vivir en grandes cantidades en Channel Country". Las cifras reales de población indígena de la época anterior a la colonización europea no están disponibles, pero John McKinlay, que pasó cerca del futuro sitio de Collingwood en 1862 mientras lideraba la Expedición de Socorro Burke del Sur de Australia (ver exploración europea en la zona de abajo) comentó que los indígenas "parecían derramarse de cada rincón donde había agua". Uno de estos lugares habría sido el Pozo de Agua Conn, que no se seca en tiempos de sequía, y se encuentra justo cerca del sitio de Collingwood, y también justo cerca de la ruta de McKinlay.
En una solicitud de reclamación de título nativa iniciada en 2015 por el pueblo Koa (también llamada Goamalku, Goamulgo, Goa, Coah, Coa, Guwa o Kuwa, dependiendo del texto), los Koa, que reclamaban el descenso de un grupo de 16 personas que vivían a finales del siglo XIX y principios del XX, buscaban que se reconocieran los derechos tradicionales en un área que comprende 30 000 km² de "las cabeceras del río Diamantina en lo que hoy es el noroeste de Queensland". Parte de la base de su afirmación es que la ocupación de esa tierra por parte de los pueblos indígenas, su uso de recursos y su comercio fueron documentadas por Robert Christison en 1863 y R.M. Watson en 1873 en un área que incluía Winton, Elderslie Station y el Conn Waterhole en el cruce de Wokingham Creek y el río Diamantina (antiguo sitio de Collingwood). También se presentaron pruebas lingüísticas y etnográficas en relación con esta solicitud, consistente en escritos realizados por los primeros colonos blancos. Una de estas cuentas decía lo siguiente:

... y extrajo una gama de alimentos y otros recursos de su país esenciales para su sustento y para la conducción de la vida cotidiana y tradicional. Por ejemplo, Christison registró que el 'Goamulku' cambió pituri por copos de cuarzo con el grupo vecino 'Dallabarra'... [y] ... sus antepasados solían intercambiar lanzas de madera gidgee y boomerangs con otras tribus de la zona.

El área que los Koa reclaman como su patria ancestral se muestra en un mapa que acompaña a su aplicación. A pesar de haber sido una ciudad fantasma durante más de un siglo, Collingwood está marcado en este mapa, dentro de la patria.

### Exploración europea en la zona

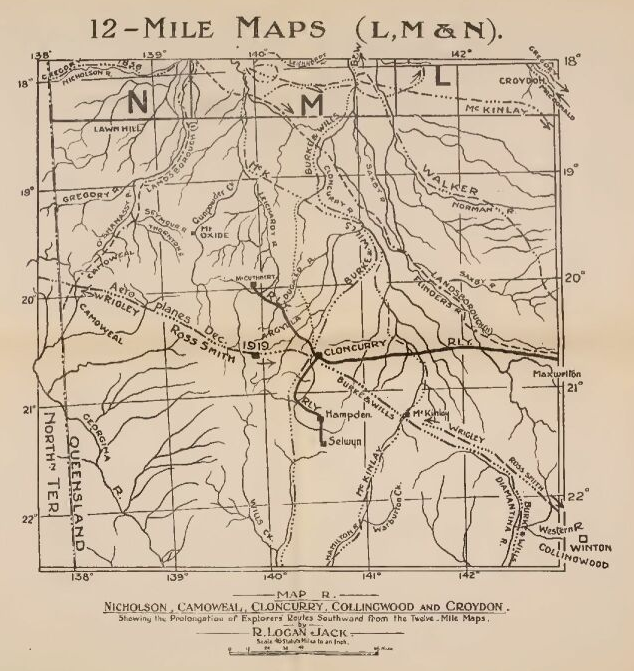
Mapa del oeste de Queensland publicado en 1921 que muestra Collingwood en la parte inferior derecha - y Winton en el margen. Collingwood ya era un pueblo fantasma en ese momento. La obra es de Robert Logan Jack (véase Geología y paleontología arriba).

Al menos un relato de la malograda expedición burke y wills cuenta que los dos exploradores y su grupo, en su viaje hacia el norte, pasaron por el pueblo en 1860 mientras seguían el río Diamantina. "Esta ruta los llevaría cerca de los futuros sitios de Birdsville, Monkira [24°49′S 140°33′E / -24.82, 140.55] , Davenport Downs, Diamantina Lakes, Brighton Downs [23°22′S 141°34′E / -23.36, 141.56] , Cork [22°55′34″S 141°52′26″E / -22.926, 141.874], Collingwood, Kynuna, McKinlay y Cloncurry." Otros relatos, sin embargo, tienen la expedición saliendo del río una vez que giró hacia el este - presumiblemente significando en la curva cerca de Birdsville - y dirigiéndose hacia el norte, eventualmente a lo largo de Eyre Creek. Esto hace que sea muy dudoso que Burke y Wills hayan estado a la vista de Collingwood.
Menos duda es que la Expedición burke relief de John McKinlay, una búsqueda para encontrar cualquier señal de la expedición desaparecida de Burke y Wills, se produjo a tiro de piedra del futuro sitio de Collingwood, si los exploradores realmente no pusieron un pie allí. El Campo 32 de McKinlay, donde la expedición permaneció durante la noche del 9 de abril de 1862, fue, como se muestra en un mapa de la Royal Geographical Society de 1863, justo cerca del Pozo de Agua Conn. De hecho, puede haber sido ese mismo pozo de agua lo que McKinlay quiso decir cuando escribió en su diario sobre "Kell's Creek", donde había "mucha agua".
William Landsborough llevó a cabo una extensa exploración de los ríos Western y Diamantina en la década de 1860, y parece probable que se hubiera encontrado en su confluencia, especialmente como el propio Landsborough mencionó en su diario realizado durante una expedición realizada en 1866 la "Mesa del Gigante y Seat", una formación a sólo unos 35 km al noroeste de las bifurcacionesdel Diamantina con occidente. Esto se comprometió a papel el 19 de marzo de ese año.
La primera persona no indígena en descubrir el Pozo de Agua conn fue William Conn, "un hombre de vasta experiencia como pionero", que encontró el lugar "a principios de los años sesenta [1860]". A partir de entonces fue nombrado en su honor. Sin embargo, no se quedó aquí. Él y su esposa tuvieron la mala suerte de ser asesinados por indígenas australianos aproximadamente doce años más tarde en lo que hoy es la región de la costa cassowary de Queensland. Conn's Crossing en el río Herbert y Conn Creek, un pequeño arroyo, que fue el sitio de los mencionados asesinatos de Conn de 1875, situado al sur de Damper Creek, también llevan el nombre del descubridor del pozo de agua.

Según Ernest Favenc, un explorador australiano en el siglo XIX, William Hodgkinson pasó por el pueblo con una expedición en 1876. La ruta de Hodgkinson como se describe en el libro de Favenc de 1888 The History of Australian Exploration de 1788 a 1888 lo habría tomado bien por lo que pronto iba a ser Collingwood:

... Hodgkinson y el partido abandonaron ese lugar [Cloncurry] en mayo de 1876, y procedieron a través de la cuenca hidrográfica divisoria hasta el río Diamantina, y siguieron ese río hasta debajo del límite de la colonia de Queensland y Australia del Sur...

Por supuesto, en ese momento, la mayor parte del país al oestedel Diamantina ya era conocido por los colonos blancos, y de hecho, Favenc incluso menciona que Hodgkinson encontró huellas de ganado por todo el río. Como para confirmarlo, un artículo del periódico de 1874 ya había informado de que "el país diamantina está casi todo ocupado". El "informante" del periódico dio además un informe muy favorable sobre el noroeste de Queensland, diciendo que era la mejor parte del territorio que había visto. El objetivo de Hodgkinson era "determinar el alcance del país pastoral que se encuentra al oeste del futuro distrito de Winton y a lo largo del río Diamantina", y ambos criterios geográficos incluirían el sitio de Collingwood. La suya fue la última expedición financiada por el gobierno colonial de Queensland.

Una expedición fue emprendida en 1877 por un Sr. Shives (su nombre aparece como Chives en algunos artículos), que hizo un mapa "mostrando los arroyos y características generales" del "País Diamantina" hasta "la unión de Workingham Creek [como a menudo se escribe en publicaciones más antiguas], y el río Western, y el río Diamantina, de allí a Conn's Waterhole." Entonces, evidentemente, todavía no había ninguna ciudad de Collingwood, que más tarde se situaría en las vías fluviales en cuestión, pero el informe dijo además que "se recomienda reservar un municipio a unas 3 millas [5 km] sobre el pozo de agua de Conn". Esto fue un poco más abajo en el oeste de lo que resultó ser el sitio real de Collingwood, pero la recomendación era probable que hubiera sido la motivación para establecer la ciudad. El nombre Collingwood no fue mencionado. El artículo también vapuleó, a menudo en un lenguaje brillante, las virtudes del país occidental, diciendo: "Las grandes estaciones están siendo tomadas diariamente, y hay todas las perspectivas de que se produzcan asentamientos grandes y crecientes". El propósito principal del Sr. Shives al emprender este viaje en el Outback era estudiar una posible ruta para una "carretera propuesta desde nuestro país del noroeste hasta la bahía de Cleveland", cuya terminal occidental iba a estar en el Pozo de Agua conn.

Exploradores y mapeadores en el área de Collingwood.
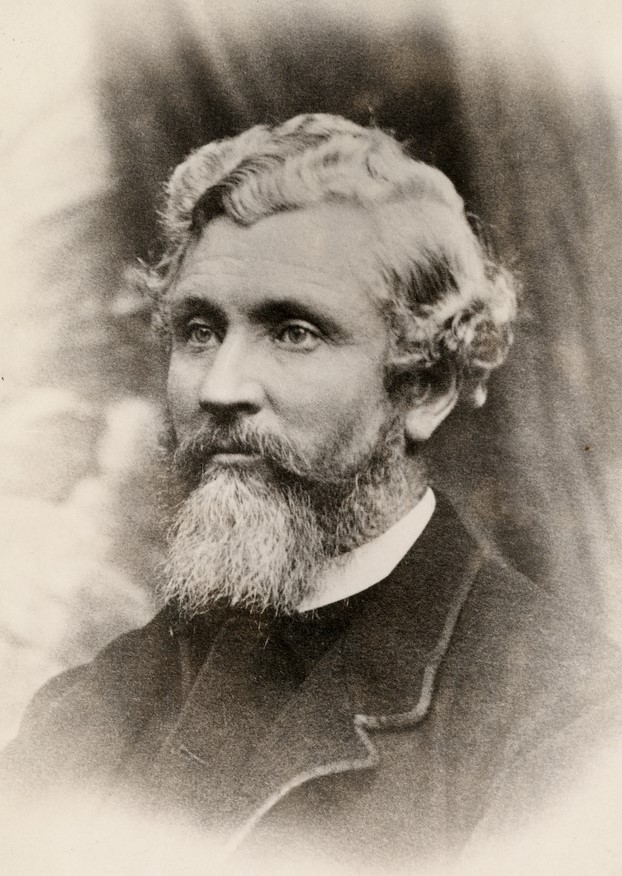
John McKinlay
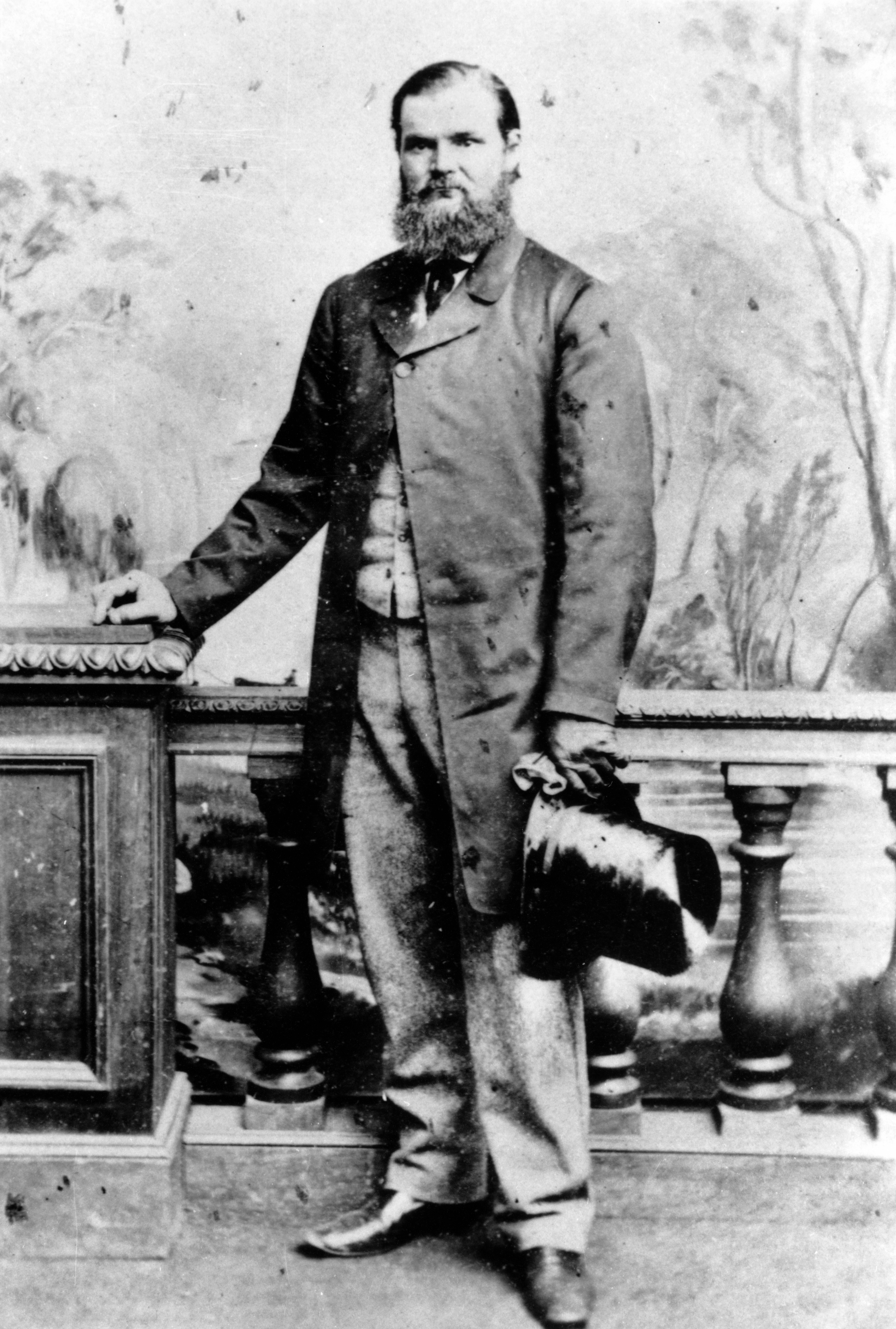
William Landsborough
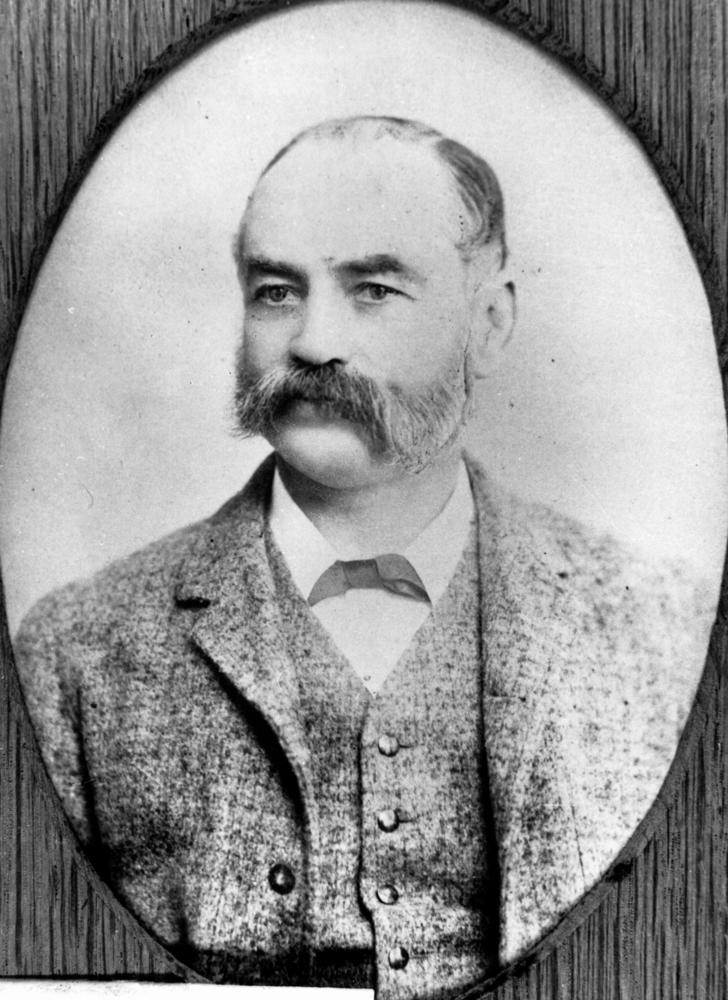
William Hodgkinson
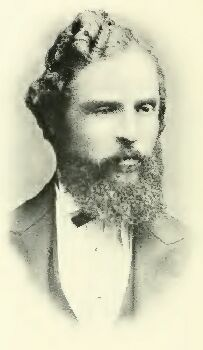
Robert Logan Jack

### Colonización europea temprana
A pesar de que un resumen de la historia temprana de Winton declaró rotundamente en 1928 que "un municipio había sido inspeccionado allí [en Collingwood] por el topógrafo del Gobierno, pero nunca llegó más allá de eso" - lo cual no era del todo cierto - las semillas para el fracaso de Collingwood como ciudad fueron sin embargo sembradas casi justo al principio, como el registro escrito de William Henry Corfield deja claro. Él y algunos conocidos se propusieron hacer negocios en esta ciudad de Outback, sólo para decidir a su llegada al distrito que sería una mejor idea encontrar una ciudad un poco más al este cerca de los Pelican Waterholes, que se convertiría en Winton, el rival de Collingwood para el dominio regional, y eventualmente el vencedor en la lucha.

William Henry Corfield (1843-1927), más tarde alcalde de Winton, mencionó a Collingwood en su libro Reminiscencias de Queensland 1862-1899, publicado en 1921 (momento en el que Collingwood había dejado de existir durante mucho tiempo). Después de sufrir un ataque de malaria, había regresado a Queensland después de unos meses en Sídney en 1878:

Pasando por Townsville, conocí a [Robert] Fitzmaurice, quien me dijo que llevar se había caído entre Cooktown y el Palmer, y que había dejado ese distrito. Me sugirió que me uniera a él para llevar al país occidental, y agregó que había sido informado por un ranchero de que había una buena apertura para una tienda en el Pozo de Agua Conn, en el río Diamantina. Esto es aproximadamente 40 millas (64,4 km) por el río Western, desde donde winton ahora está.

El pozo de agua Conn al que Corfield se refirió es un cuerpo de agua en Collingwood, el pozo de agua permanente más septentrional en la cuenca diamantina, y los mapas todavía lo identifican con ese nombre hoy en día. También parece haber sido otro nombre para Collingwood en sí, como un pasaje posterior en el libro de Corfield deja claro:

Nuestro destino era Collingwood, más conocido como el Pozo de Agua Conn, donde el Inspector del Gobierno había establecido un municipio situado a unas 40 millas [60 km] al oeste de Winton.

Otro hombre del conocido de Corfield, llamado Thomas Lynett, había salido de Townsville hacia el mismo destino con el respaldo de Burns, Philp and Co. para establecer una tienda en Collingwood, si consideraba que la ciudad recién establecida era adecuada tras su inspección. Aparentemente, sin embargo, no lo hizo, decidiendo que la tierra allí era demasiado propensa a las inundaciones. Se dio la vuelta, y finalmente, él, Corfield, Fitzmaurice y un hombre más, un ex sargento de policía convertido en tendero, Robert Allen de Aramac accedió a establecer un centro al este del destino original de Corfield de Collingwood. Este fue el comienzo de Winton (y Allen es aclamado allí como su fundador), y esta ciudad resultaría ser la eventual perdición de Collingwood.
Las dudas de Lynett sobre el sitio elegido para la nueva ciudad se hicieron eco en otros lugares. Un corresponsal que usó el nombre "Argus" dijo que a nadie le importaba construir en el Pozo de Agua Conn, añadiendo irónicamente "... debido a los prejuicios que muchas personas tienen contra la construcción de veinte pies por debajo de la marca de inundación. Además, previó, correctamente, que Winton eventualmente se convertiría en el municipio que iba a crecer en el principal centro de negocios regional. Otro corresponsal, identificado sólo como "Outsider", se refirió a la localidad como el "agravio de mascotas" del distrito por el peligro que representaban las inundaciones, y contó la historia de un aspirante a tendero y publicista que "partió disgustado por algún otro distrito" después de rechazar la propuesta de pueblo y luego tratar de construir en un lugar más alto desde el Pozo de Agua conn en un lugar llamado Campamento de Crosthwaite (probablemente llamado así por Benjamin Crosthwaite) , pero el gerente de la Estación Elderslie se opuso a esto. De hecho, aunque el hombre no es nombrado en el artículo, bien podría haber sido el propio Lynett. El gerente de la estación tampoco fue nombrado, pero puede haber sido Donald Smith Wallace. Asimismo, ha recordado que el pueblo ha sido "inspeccionado y expuesto por el inspector del Gobierno".

Corfield y su partido también estaban tratando de ganar una recompensa de £ 50 por abrir un nuevo camino más directo a las tierras que yacía en el oeste de Queensland, pero una fiesta en la carretera se había propuesto hacer precisamente eso, y al ponerse al día con ellos, el partido de Corfield descubrió cuál iba a ser el curso previsto de la nueva carretera:

Fitzmaurice, mientras montaba detrás de los bueyes, conoció al Sr. Bergin, el hombre a cargo de la fiesta [de carretera], quien le dijo a Fitzmaurice que se le instruyó que marcara una línea directa a Collingwood, en el río Western, y que tenía la intención de subir a Thornhill Creek, cruzar la brecha entre los ríos Landsborough y Diamantina, y luego correr por Jessamine y Mill's Creeks hasta el río Western, y de ahí a Collingwood.

La industria pastoral en el área de Collingwood a finales del siglo XIX se concentró en ovejas y ganado, y de hecho, todavía lo hace. Fue el ganado el primero. Un artículo de noticias de 1879 sobre cordero en las estaciones locales informó:

Lambing está en pleno apogeo en el arroyo Wokingham y las estaciones de ovejas del río Oeste, y, como la temporada pasada ha sido muy espléndida, sin duda el resultado será muy satisfactorio.

Al parecer, fue un buen año, al menos cuando se vio en contra de las condiciones que prevalecían más abajo del río Diamantina, donde había habido "poca o ninguna lluvia durante los últimos dos años", y mientras el Diamantina había corrido (a menudo estaba seca), las estaciones allí estaban "tristemente fuera por la hierba".

Un artículo de noticias de 1877 reportó "algo del progreso de la liquidación en este distrito lejano", y se refirió al ganado que se utiliza para abastecer al país.

Ahora han pasado apenas dos años desde que el primer stock salió a este río [el Diamantina], y ya cada milla de país disponible ha sido asegurada y parcialmente abastecida, desde la cabeza hasta la frontera sur de Australia; y lo mismo puede decirse de la mayoría de los afluentes más grandes, como el río Western y Wokingham Creek. Ahora hay viajando por el río tres turbas de ganado destinado a abastecer el país al oeste.

Esos tres arroyos fluyen todos juntos en lo que iba a ser el sitio de Collingwood, y tales informes brillantes sobre el rápido éxito de este "distrito lejano" bien podrían haber contribuido a la decisión de fundar la ciudad.

### El comienzo de Collingwood y la lucha por crecer
Aparentemente había poco conocimiento de la nueva ciudad de Collingwood en sus primeros días, pero luego, como dijo un corresponsal, "estamos en un estado de ignorancia dichosa respetando el estado del país occidental, excepto los rumores que nos llegan por el comerciante solitario y exhausto". La razón de esto fue que el correo, anteriormente un servicio quincenal en la ubicación del corresponsal (Scarrbury - identificado erróneamente en el artículo como Scarborough - a unos 56 km al oeste de Aramac a 22°56′S 144°42′E / -22.93, 144.7, y al igual que Collingwood, una ciudad ahora desaparecida), no estaba funcionando. Esta es, sin duda, la razón por la que estaba perplejo al descubrir esto:

Una de las características más curiosas que respetan el correo occidental que ha sido bajo mi aviso es que se han pedido licitaciones para el transporte de un correo para el presente año desde el río Flinders a Conn's Waterhole, en la Diamantina, una localidad que no hay una estación dentro de 40 millas (64,4 km) de, ni hay ningún individuo para recibir el correo; la estación más cercana a dicho Pozo de Agua es propiedad del actual Ministro de Obras...

Claramente, el corresponsal no sabía nada de la nueva ciudad de Collingwood en el sitio que nombró, y parece igualmente claro que carecía de los medios mentales para darse cuenta de las noticias que habían llegado a su manera de que la colonización debe haberse extendido a la zona Diamantina-Western. También era un poco más dichosamente ignorante de lo que se dio cuenta, porque la Estación Elderslie, vecina de Collingwood, a menos de 40 millas del Pozo de Agua Conn (ni siquiera un kilómetro, de hecho), se había establecido unos años antes. No se puede saber si algún edificio había comenzado en Collingwood el 8 de febrero de 1878, cuando se escribió el artículo, pero sin embargo parece claro que los planes para la nueva ciudad estaban avanzando, ya que el corresponsal tenía al menos razón al creer que un servicio postal a un lugar deshabitado no tendría sentido.

Hubo noticias más explícitas de la fundación de Collingwood en un artículo escrito sólo al mes siguiente.

La noticia más emocionante que he escuchado durante algún tiempo es que un municipio va a ser proclamado en nuestro famoso Pozo de Agua Conn (en el cruce del Oeste y Diamantina), y que los Señores Clifton y Aplin, de Townsville, tienen la intención de poner una gran tienda para abastecernos de los necessaries y lujos de la vida. Casi me temo que las noticias son demasiado buenas para ser ciertas, aunque una fortuna segura espera a cualquier empresa emprendedora que se expulse a la vez y comience a hacer negocios a gran escala y liberal.

Esto, sin embargo, fue sólo una próxima proclamación. La construcción aún no había comenzado en serio, y de hecho, la proclamación oficial sólo llegó meses más tarde, en octubre de 1878. Fue enterrado en una lista en una gaceta del gobierno y consistió en unas pocas líneas cortas bajo "RESERVAS.- Se proclaman las siguientes reservas: ...", y se lee simplemente "... con fines municipales en el Río Western, el Distrito Gregory North, bajo el nombre de Collingwood, se reanudó desde el Doveridge No. 1 Run...". Otras proclamas en la lista incluyeron una cantera en la parroquia de Takalvan (en la región de Bundaberg) y un cementerio en Nerang.
Esta proclamación parece contradecir la versión de los acontecimientos como se relata en el Marcador del Cementerio de Collingwood, que da a la fecha de establecimiento de la ciudad como 1874.

Cada vez que se fundó, el edificio definitivamente había comenzado en Collingwood a principios de 1880, para una noticia mencionada tanto en enero de ese año (aunque el artículo tenía un mes de antigüedad para cuando apareció en The Brisbane Courier). El artículo también describió el desarrollo en el casco antiguo de Winton, pero no dio ninguna pista de una rivalidad entre las dos ciudades. Más bien, el escritor parecía pensar que los dos se complementarían entre sí:

El municipio de Winton está creciendo en tamaño con una rapidez maravillosa, y por toda apariencia me imagino que un negocio raro estaba siendo hecho tanto por los tenderos como por los publicanos. Un muy buen hotel ha sido abierto por el Sr. John Urquhart, y como es un hombre muy merecidamente popular, sin duda lo hará bien. La ciudad ahora puede presumir de tres hoteles, dos grandes tiendas, dos carnicerías, herrero, fabricante de botas, y c. No está mal, teniendo en cuenta que el lugar es apenas dieciocho meses de edad.
El municipio en el cruce occidental [del río] (Collingwood) también está avanzando; tres casas están casi terminadas, que están destinadas a casas públicas tan pronto como obtengan sus licencias; por lo que no faltará un "refrigerio espiritual" en la Alta Diamantina y el oeste. Una buena tienda debería pagar bien en este lugar, ya que ahorraría 35 millas (56,3 km) a cualquiera que venga de los distritos de Baja Diamantina o Herbert.

Parece claro de esta historia, sin embargo, que Winton tenía algo de ventaja en el desarrollo sobre Collingwood. El censo realizado al año siguiente también sugirió tal cosa. En 1881, había nueve personas viviendo en Collingwood, ocho hombres y una mujer. En el mismo censo, la población de Winton era de 146, 119 hombres y 27 mujeres. Tal vez esto fue traído a casa por la venta de tierras de la Corona en Collingwood anunciado en 1882 en un suplemento a la Gaceta del Gobierno, y reproducido en The Brisbane Courier, que se celebrará el 30 de noviembre de ese año. Iba a haber ventas de tierras en varias ciudades de Queensland, y 69 lotes de la ciudad en Collingwood estaban a la venta "a un disgusto de £ 12 por acre". No se mencionó ninguna tierra en venta en Winton. Otro anuncio sobre esta misma venta le dice al lector que Collingwood yacía en el Condado de Ayrshire y la Parroquia de Collingwood, y también que el lugar de la venta era Robinson's Auction Rooms en Winton. Es interesante notar, sin embargo, que la venta de las tierras de Collingwood Crown se llevó a cabo en Winton, no collingwood.
A finales de febrero y principios de marzo de 1881 trajo fuertes lluvias a la región una semana, esto después de un año de "el clima seco más seco". El resultado fue que había flujos bastante pesados tanto en los ríos Western como Diamantina, pero esto no era del todo una bendición para la región, al igual que la sed de agua había estado creciendo, ya que bastantes presas fueron arrastradas, incluyendo "una presa fina" en Elderslie, "cerca del municipio de Collingwood", aunque los daños a la misma se consideraron sólo parciales , y podría "ser reparado a bajo costo". Los caminos rurales de finales del siglo XIX también se volvieron muy fangosos, frustrando los viajes y la comunicación.
Una curiosa publicación apareció en 1885 que parece sugerir que había un prejuicio oficial hacia Collingwood sobre Winton. Un mapa que muestra el desarrollo ferroviario y las rutas escénicas de Cobb and Co en Queensland, "compiladas y litografías de mapas oficiales", muestra el nombre "Collingwood" impreso en una tipografía cursal, mientras que el nombre "Winton" fue obviamente escrito en el mapa a mano. Claramente, se había dejado fuera de los "mapas oficiales". Cobb y Co necesitaban tener a Winton en el mapa para mostrar su ruta que conduce allí desde Hughenden, que luego continuó hasta Cork, evitando Collingwood. Collingwood, sin embargo, fue servido por un correo semanal a caballo entre Winton y Boulia para ese mismo año.
También fue en 1885 cuando se estableció una oficina de recepción postal , no una oficina de correos completa , en "Collingwood, cerca de Winton", en abril. Como para presagiar las cosas por venir para la ciudad condenada, el mismo artículo mencionaba que "la oficina de correos en Rocklands ha sido removida y ahora se llama Camooweal". El tramo del servicio postal entre Collingwood y Boulia tuvo su horario "alterado" el mes siguiente (pero el servicio no fue "extendido" o "disminuido", como con varias otras ejecuciones de correo en Queensland mencionadas en el artículo), tal vez en relación con la nueva oficina receptora.
Un periódico de Brisbane, en un artículo fechado el 25 de enero de 1886, describió el clima en la región como "todavía inestable" y dijo que había habido "½ien". (aproximadamente 13 mm) de lluvia en Collingwood esa semana. Aparentemente estaba "todavía terriblemente caliente" en el momento de escribir.
El censo de Queensland de 1886 dio la impresión bastante terrible de que Collingwood ya había sido renunciado en ese momento. No se informó de población para Collingwood en los resultados. Sin embargo, esto puede haber sido principalmente debido a problemas para llevar a cabo el censo. La lista incluía muchos otros lugares que aparentemente habían sido entregados. Unodellos era Clifton, pero eso todavía existe hoy en día, a diferencia de Collingwood.
A pesar de que la región a menudo era (y todavía lo es) por la sequía, había suficiente flujo en el río Western el 24 de enero de 1887 para causar un accidente bastante desafortunado. Un Sr. Roydell de la cercana estación de Brighton Downs, a 150 km al suroeste de la ciudad, estaba tratando de nadar a través del río en Collingwood cuando uno de sus caballos fue arrastrado por la corriente y se hundió. Todos los esfuerzos para rescatar al caballo, o al menos salvar la valiosa silla de montar que llevaba puesta, fracasaron. Roydell, sin embargo, no resultó herido.
Una historia más feliz se desarrolló en 1895 cuando "un muchacho llamado Fleetwood", que supuestamente se había ahogado en las recientes inundaciones en la cercana Elderslie, fue encontrado vivo cerca de Collingwood. Había pasado once días sin comida, los últimos sietedellos en un árbol.
Los arreglos postales en Collingwood habían cambiado en pocos años. El nuevo acuerdo que entraría en vigor el 1 de enero de 1890 serviría a "Elderslie y Cork, a través de Collingwood, Conn's [Waterhole] y Police Barracks", pero todavía se hacía solo por caballos, no por diligencia, y todavía era sólo semanalmente. El trabajo fue contratado por dos años a "Macartney y Percy, Diamantina Lakes, Winton" por £ 105 anuales. Esto puede reflejar el desarrollo en Winton en lugar de Collingwood, ya que la estación diamantina Lakes - hoy en día un parque nacional - en realidad estaba un poco más cerca de la segunda que la primera, pero sin embargo fue identificado aquí como un centro de outlying de Winton.
El puesto de policía nativo australiano mencionado anteriormente (22°46′06″S 142°06′39″E / -22.7684, 142.1109), a unos 65 km al suroeste de Collingwood, había sido, de hecho, abandonado en ese momento. Estableció el Diamantina de la ciudad, pero fue "desintegrada" en marzo de 1882, dejando "un tramo de 70 millas [113 km] - Collingwood a Cork - y ningún lugar para reclutar bolsas de racionamiento". Todos los soldados habían sido trasladados a Cloncurry al noroeste.
The Great Shearers' Strike se produjo en 1891, interrumpiendo la industria de la lana por un tiempo. Una de las "decisiones trascendentales de los pastores federados" (la parte de la dirección en la huelga) el 18 de marzo de ese año fue declarar un gran número de estaciones en el área de Collingwood "no sindicales", incluyendo Elderslie justo al norte de la ciudad, y también Ayrshire Downs (21°58′S 142°43′E / -21.97, 142.72) hasta Wokingham Creek, Dagworth hasta el río Diamantina, Warnambool Downs (22°49′S 142°50′E / -22.81, 142.83) al sureste de la ciudad y Llanrheidol (22°17′S 141°36′E / -22.28, 141.60) al oeste de la ciudad. "Esto significa que ninguna carga consignada a esas estaciones durante esta semana podrá ser remitida por los equipos sindicales", afirmó el artículo. Más tarde, en la cercana Estación Elderslie, que pertenecía al propietario ausente Sir Samuel Wilson en ese momento, el lanudo fue quemado el 8 de octubre de ese año.
El censo de Queensland de 1891 no mencionó a Collingwood en absoluto, aunque sí mencionó a Winton, que yacía en el mismo distrito censal (Maratón). Sin embargo, la historia del crimen a continuación indica claramente que todavía había un Collingwood dos años más tarde.
Una gran tormenta en enero de 1894 trajo lluvia muy necesaria al centro oeste de Queensland. Como resultado del aguacero, varios de los canales trenzados del río Western estaban funcionando, al igual que tres en el Diamantina en la que fluía en Collingwood. El artículo de noticias sobre esta tormenta terminó declarando que "La espléndida lluvia ha caído sobre varias partesdelderslie run, particularmente en las cercanías de Collingwood."
Más tarde en 1894, Collingwood - y Winton también - una vez más se encontraron en medio de un semillero de descontento a medida que avanzaba el Segundo Golpe de Los Shearers. Hubo incidentes desafortunados en el área de Collingwood. En la vecina estación Elderslie, un gran pajar fue incendiado, mientras que más arribadel Diamantina, en la estación de Dagworth, el cobertizo fue incendiado por huelguistas armados con armas de fuego. Otro lanudo fue incendiado en Manuka (21°43′01″S 143°24′00″E / -21.717, 143.400), a medio camino entre Collingwood y Hughenden. Un mapa de la misma fuente muestra la "Escena de los ultrajes recientes" (los delanteros no tenían la prensa de su lado), con Collingwood claramente marcado. Vale la pena señalar, sin embargo, que el nombre de la ciudad se representa en minúsculas, mientras que cerca de Winton tiene su nombre en mayúsculas. Es probable que la huelga no ayudara con la economía de Collingwood en ese momento, ya que una de las industrias locales estuvo por un tiempo paralizada.
Collingwood y sus alrededores, en particular la Estación Elderslie, también tienen su lugar en los anales del crimen australiano. En 1893, un hombre llamado Harry Ward, un ganadero de la estación de Dagworth (aunque el artículo lo describe como un "swagman") en el empleo de Robert Macpherson (ver carreras de Collingwood a continuación), fue acusado y finalmente condenado por matar a un niño indígena de dieciséis años llamado Charlie en Elderslie después de una noche de beber en la cercana Collingwood. Un alguacil llamado P. Duffy lo localizó diligentemente a lo largo de una distancia de 159 millas (255,9 km) mientras Ward intentaba huir a Australia Meridional, una acción que llevó a Duffy ocho días. Ward fue finalmente encontrado culpable de homicidio involuntario y sentenciado a 15 años de trabajos forzados en la isla de Santa Elena. Ward se ganó el epíteto "el asesino del oeste de Queensland".
El censo de Queensland de 1901 - no había censo en 1896 - enumeró Collingwood entre aquellas ciudades y reservas de municipios cuya población estaba por debajo de 100, pero no llegó a decir que la ciudad había sido cedido.

### Gente
Poco se sabe sobre el pueblo de Collingwood, gran parte del conocimiento proveniente de los registros del cementerio que han sobrevivido , y sólo hay ochodellos. Dos de los enterrados en el antiguo cementerio – ambos bebés (que en sí mismo dice algo sobre la mortalidad infantil en la Australia colonial tardía) - llevaban el nombre de Tranby. Este mismo nombre figura en un informe periodístico de 1890 que mencionaba un accidente de caballo y buggy en la carretera de Winton a Collingwood. El buggy era conducido por un Sr. Tranby - su nombre de pila no se da - y él conducía una fiesta a Collingwood, aparentemente para asistir a las carreras (ver carreras de Collingwood a continuación), cuando "llegó el dolor" y el forecarriage del buggy fue arrancado de "caballos y todo", echando a todo el mundo del buggy. Nadie resultó gravemente herido, pero la fiesta tuvo que pasar la noche en el monte. El informe, tal vez con el significado de incitar a la sensación, mencionó que la fiesta de la noche a la mañana incluía a una joven. También es interesante observar que el Sr. Tranby aparentemente había estado en Winton por negocios, lo que sugiere que en 1890, Winton ya estaba eclipsando a Collingwood como el centro comercial de la región.
Los niños Tranby, Reginald Francis, que murió a la edad de 7 meses y medio el 6 de febrero de 1891, y James Patrick, que murió a la edad de 9 meses y tres días el 23 de diciembre de 1889, tienen los nombres de sus padres registrados como Peter (muy posiblemente el desafortunado conductor de buggy mencionado anteriormente) y Bridget, de soltera Burke. Reginald nació en Collingwood, mientras que la corta vida de su hermano James comenzó en la cercana Ayrshire Downs. Thomas Toombs y su esposa Sarah Jane, de soltera Powell, también tuvieron un hijo sin nombre enterrado en Collingwood que vivió sólo siete horas el 10 de noviembre de 1882.
De las personas cuyos orígenes lejanos se mencionan, dos procedían de Inglaterra (Thomas Gravestock, murió el 23 de febrero de 1882 a la edad de 49 años; Richard Fitzgerald de Woolwich, murió el 1 de noviembre de 1881, supuestamente a la edad de 132 años, aunque la placa en el marcador del cementerio de Collingwood da su edad como "desconocida"), y dos de Irlanda (James Driscoll, murió el 2 de febrero de 1883 aproximadamente a los 54 años; Patrick Phair, murió el 6 de enero de 1884 a los 39 años.
Otro hombre, William Paget, aparentemente murió en diciembre de 1891, con aproximadamente 60 años, pero no fue enterrado en el cementerio de Collingwood hasta el 23 de mayo del año siguiente. No se da ninguna explicación para esto. La placa allí menciona que es probable que haya más entierros desconocidos en el antiguo cementerio por los que los registros no han sobrevivido.
En la Navidad de 1897, un artículo en The Capricornian, transmitido a partir del 15 de diciembre número del Winton Herald, mencionó a un hombre llamado Mr. Louis Webber, "anteriormente del Western Hotel en Collingwood". Se había "ido la semana pasada hacia el sur". Esto fue tarde en la historia de la ciudad, y Webber era parte de un éxodo que continuaría. Peter Tranby, mencionado anteriormente, aparentemente se mudó a Cairns después de dejar Collingwood. Murió allí, a los 58 o 59 años (las fuentes difieren), el 26 de abril de 1918. Los Tranby ya estaban en Cairns antes de principios de siglo. Otro registro menciona que Bridget Tranby, que era de Irlanda y que trabajaba en Cairns como lavandera, murió en 1898 de quemaduras en su cuerpo y piernas. El mismo registro dice que ella y su esposo Peter tuvieron seis hijos, pero sólo dos alcanzaron su mayoría. Dado que los Tranbys se casaron el 18 de marzo de 1889 - posiblemente en Collingwood - parecería que las normas de la moral victoriana no estaban en plena vigencia en esta parte remota del Imperio, ya que la señora Tranby estaba seguramente en las últimas etapas del embarazo con su hijo James Patrick en el momento de la boda, su fecha de nacimiento presumiblemente era el 20 de marzo de 1889.
Si se puede creer a un narrador llamado Hazelton Brock, Collingwood tenía al menos un habitante indígena, que era conocido como Boomerang Jack. Brock afirmó ser el que había secuestrado a Jack con motivo de una masacre punitiva en Skull Hole en la parte superior de Mistake Creek en la estación de Bladensburg a principios de la década de 1870 ("Debe haber más de doscientos negros asesinados ese día") después de que algunos hombres del grupo del niño habían asesinado a un hombre blanco y robado a su grupo de algunos suministros , y además afirmó haber criado a Jack.
El nombre W. T. Strutton aparece en el registro histórico como un aspirante a posadero en Collingwood. Anunció su intención el 10 de diciembre de 1879 de abrir una casa pública llamada The St. Helen's Hotel en la nueva ciudad, y solicitar la licencia necesaria en la reunión mensual de licencias que se celebrará el 10 de febrero de 1880. Vivió en ese momento en Aramac, y se desconoce si alguna vez se mudó a Collingwood y emprendió tal negocio, pero sí afirmó en su aviso legal que la casa que quería usar como su posada estaba bajo su propiedad. Sin embargo, un registro histórico menciona que había dos hoteles en Collingwood, pero ninguno tenía ese nombre. Hay un poco de confusión al respecto, ya que los informes iniciales sobre el progreso de la ciudad mencionan tres edificios hoteleros, y se mencionan más de dos nombres en lo que los registros sobreviven. Al parecer, un hotel llevaba el nombre de Western Hotel, pero otros artículos mencionan otros nombres. Una es la señora G. Martin, que según un informe (ver carreras de Collingwood a continuación) dirigió el Bushman's Arms Hotel.
Cuando un pastor local que era prominente en los negocios, las carreras de caballos, la historia, y tal vez incluso la leyenda, murió en 1930, su obituario mencionó a un hombre llamado Mick Cunningham, que se dice que era propietario de un hotel en Collingwood.
También nombrado en un artículo de 1885 como posadero en Collingwood era un hombre identificado como "Old Crawley", aparentemente de Aramac. El artículo implica además que el lugar elegido para la ciudad estaba determinado por la elección de Old Crawley de un lugar para su casa pública. No se da una fecha para la llegada de Old Crawley al Pozo de Agua del Conn, pero está claro que esto sucedió antes de que el inspector del Gobierno hubiera establecido el municipio. Esto significaría que la posada de Old Crawley fue construida antes de que Corfield y sus compañeros de negocios vinieran a establecer una tienda en Collingwood en 1878, sólo para pensar mejor en ella, ya que la encuesta se había hecho para entonces.

### Carreras de Collingwood
En su apogeo, Collingwood celebró carreras a las que asistieron multitudes bastante pequeñas, incluso con algunos entusiastas de las carreras que venían de Winton. Las primeras carreras se llevaron a cabo "en el Conn Hole" el 1 y 2 de octubre de 1878, después de la formación del "Never Never Amateur Jockey Club". La asistencia fue "bastante buena", según el corresponsal "Argus" mencionado anteriormente, especialmente porque muchos hombres de estaciones cercanas no pudieron hacerlo porque estaban ocupados con esquilamiento de ovejas.

"Un corresponsal", que no fue nombrado, describió las razas celebradas exactamente siete años más tarde - y mencionó algunas otras cosas sobre Collingwood - en un artículo de periódico de 1885:

Nuestras carreras de Collingwood salieron el jueves y viernes 1 y 2 de octubre pasados. La cantidad para era £ 103 18s., que estaba en su mayoría suscrito en nuestra pequeña ciudad y en Winton, la gente de Winton ayudando muy bien, ya que nuestros habitantes de la ciudad siempre se suscriben a su reunión de carreras. Las carreras tuvieron mucho éxito teniendo en cuenta que el programa no se publicitaba ni se llevaba a cabo, ya que debería ser de acuerdo con las reglas de carreras. Tuvimos una asistencia justa para las carreras, con un número de entre sesenta y setenta personas, varias de Winton y algunasdelderslie. Collingwood tiene dos hoteles y una pequeña tienda - no hay residencias privadas, sólo unas pocas casas calico - a orillas del oeste.

El evento de dos días terminó con una carrera de camellos, que el corresponsal dijo "atrajo más atracción que cualquier otra parte del deporte". Los camellos habían sido traídos a Collingwood desde Australia del Sur diez días antes por un "hombre bombay". El asentamiento tuvo lugar, dice el artículo, en el Hotel Bushman's Arms de la Señora G. Martin.

Las carreras en Collingwood el Día de San Patricio de 1887 fueron mencionadas en un artículo en The Morning Bulletin publicado en Rockhampton el 25 de marzo. Al parecer, la reunión no atraía el interés universal.

Varios de los deportistas fueron a Collingwood, donde se celebraron carreras. La asistencia fue pequeña, pero todo salió bien. El evento principal recayó en Anonyma, propiedad del Sr. Macpherson, de Dagworth, uno de los deportistas más entusiastas del distrito, y siempre un ganador popular. Muy poco interés se tomó en la reunión aquí [en Winton], la impresión general es que la mayoría de los caballos sólo estaban fuera para una emisión.

Como nota interesante, "Mr. Macpherson, de Dagworth" fue el hermano de Christina Macpherson, Robert ("Bob"), quien no sólo era un entusiasta de las carreras, como lo atestigua tanto su asistencia a las carreras de Collingwood como su cofundador del Kynuna Race Club cerca de dagworth Station doce años más tarde en 1899, sino también el hombre comúnmente identificado como "el ranchero" (the squatter en inglés australiano) en el poema y canción "Waltzing Matilda". De hecho, el obituario de Robert Macpherson de 1930 en The Longreach Leader mencionó su participación en las carreras de Collingwood (y confirmó que Collingwood ya no existía en el momento de su muerte) y su cría y carreras de varios ganadores. El obituario no mencionó a Anonyma, pero sí dijo que uno de los ganadores del Sr. Macpherson había sido llamado Nameless. Hay una correspondencia en significado literal entre estos dos nombres, pero se desconoce si eran el mismo caballo. El obituario también mencionó la estancia de Banjo Paterson en Dagworth y la inspiración que había atraído allí.

Otra reunión de carreras en Collingwood en 1889, también celebrada el Día de San Patricio, fue mencionada en otro artículo en ese mismo periódico el 27 de marzo de ese año. Esto sólo atrajo a unos pocos espectadores y no hubo muchos principiantes, tal vez, como el corresponsal pensó, debido a la sequedad del clima. Sin embargo, las carreras se llevaron a cabo en este evento de un día, y el asentado se hizo esa noche en el Hotel Welcome. El corresponsal, informando desde Winton, también mencionó que el clima en esa parte de Queensland había sido muy seco últimamente.

No se ha producido ningún cambio con respecto al clima, que sigue siendo muy caliente y seco. La hierba está seca con el calor, el país está completamente desnudo por kilómetros. Si la lluvia no se acerca pronto la ciudad [Winton] estará en peor estado de lo que ha estado durante años.

El Día de San Patricio, el 17 de marzo, parecía ser una fecha regular para la celebración de las carreras de Collingwood. Sin embargo, a pesar de lo que dice anteriormente, en 1889, otro artículo informó que se celebraron el 18 de marzo, probablemente porque el Día de San Patricio cayó un domingo de ese año.
El capricornio, otro periódico de Rockhampton, informó que hubo problemas en las carreras de Collingwood en una ocasión en 1890:

Las carreras en Collingwood fueron bastante atendidas; hubo mucho rowdyism a pesar de la cuadrilla de policías presentes. La policía se mantuvo ocupada teniendo que descartar a los "borrachos", que eran numerosos, y atender asuntos más serios. Se produjeron varias detenciones.

Esto se produjo a raíz de la declaración de otro periódico de que las próximas carreras de Collingwood no eran emocionantes mucho interés ese año debido a las recientes inundaciones y los problemas que eso planteaba a los viajeros.

### Declive y caída de Collingwood
La sequía era de hecho un problema grave en la región en varios momentos, uno que podría haber destruido la cercana ciudad de Winton, si una sequía en 1895 hubiera sido una emergencia tan grave como creía un geólogo. Robert Logan Jack (véase Geología y paleontología arriba) escribió en ese año de una eventualidad en su Servicio Geológico, Boletín Nº 1, Agua Artesiana en el Interior Occidental de Queensland, que podría haber salvado a Collingwood de lo que resultaría ser su destino real. La sequía que azotaba la región había agotado seriamente el pozo de agua en Mistake Creek, del que Winton dependía totalmente de su agua, dejando, según Jack, sólo tres semanas a un mes de suministro de agua para esa ciudad. Previó que podría llegar a ser necesario trasladar a toda la población de Winton, junto con su ganado, al Pozo de Agua Conn en Collingwood. Esto, sin embargo, nunca se produjo. Reflejando la historia, un plan similar surgió para Cloncurry, azotado por la sequía, más de un siglo después, en 2014.
A pesar de que un atlas que data de 1901 identificó las tierras que abarcó la ciudad como "Excelente País", y a pesar de que el tráfico tuvo que ser desviado a través de la ciudad en 1885 debido a la sequía a lo largo de la carretera habitual, poniendo Collingwood en la carretera principal durante un tiempo, Collingwood nunca logró su objetivo de dominio regional, principalmente debido a la competencia por este estatus desde la ciudad de Winton hacia el este. El ferrocarril llegó allí en 1899, y Collingwood, que nunca había prosperado realmente a lo largo de sus pocas décadas de existencia, se convirtió en una ciudad fantasma alrededor de 1900. Curiosamente, un mapa publicado en 1925 "para el Comisionado de Ferrocarriles, Brisbane", años después del abandono de la ciudad, mostró que una extensión ferroviaria hacia el oeste desde Winton hasta el área de Collingwood estaba "en construcción", y además, que el Parlamento había aprobado una nueva extensión de esta línea a un punto a medio camino entre Diamantina Lakes y Selwyn, donde iba a formar un cruce con otra línea aprobada pero aún por construir que iba desde el noroeste de Quilpie hasta Camooweal. Nada de esto, sin embargo, se construyó realmente, pero si lo hubiera sido, podría haber revivido la fortuna de Collingwood.

## Collingwood hoy
Hoy en día, no hay edificios en pie, y las vistas satelitales revelan sólo un parche indiferenciado del paisaje de Channel Country. La antigua ubicación de la ciudad hoy se encuentra dentro de la localidad de Middleton, cuyo centro de nombre similar, que se encuentra a unos 101 km al oeste, es en sí mismo una ciudad despoblada (pero no del todo desierta). La ciudad de Collingwood está conmemorada en el Marcador del Cementerio de Collingwood, que trata sobre el único rastro físico que queda de Collingwood. Una piedra de talla áspera con una placa fijada en ella enumera ocho personas que se sabe que están enterradas allí.
A pesar de que Collingwood pasó a la historia hace más de un siglo, los detalles geográficos de la ciudad todavía aparecen en algunos mapas, incluso en los servicios modernos de cartografía en línea. Al menos unodellos muestra una pequeña cuadrícula callejera, con nombres de calles. La Gaceta de Australia también sigue enumerando Collingwood, dos veces. Una entrada la describe como una "parroquia" y la otra como una "localidad sin límites", pero los coördinates dados para ambos son 22°20′00″S 142°32′00″E / -22.333333, 142.533333, a unos 180 m al oeste-suroeste del punto definido por los que están en la parte superior de este artículo, pero todavía muy bien dentro del antiguo pueblo.
El sitio de Collingwood no ha sido completamente olvidado. La literatura turística para el área de Winton menciona la pesca como una actividad que vale la pena en el Pozo de Agua Conn, con un folleto incluso describiéndolo como un "bonito lugar de pícnic". Una tesis doctoral de 2010 cuyo trabajo de campo involucró poblaciones de peces y movimiento en el extremo oeste de Queensland identificó besugo óseo, bronceador de plata, perca dorada y goby tanque dorado como peces encontrados en el Pozo de Agua Conn.
El nombre Collingwood todavía es utilizado localmente por más de una entidad. El área en el antiguo pueblo y el Pozo de Agua Conn es una propiedad pastoral (por lo tanto se describe en un obituario de 1938) llamado la Reserva de Collingwood, y un pastor local tiene una propiedad cerca que también lleva el nombre. Una historia periodística de 1942 incluso mencionó ambas en una frase. El "pozo de agua en el río Western en la Reserva de Collingwood" en este artículo es, por supuesto, el Pozo de Agua Conn. Mapcarta identifica al antiguo pueblo como una "granja" llamada Collingwood, mientras que OpenStreetMap identifica la instalación en 22.343444°S 142.526436°E que se encuentra a algo más de un kilómetro al suroeste de la antigua localidad, claramente visible en imágenes satelitales, como la propiedad "Collingwood" del pastore local. Esto, sin embargo, se encuentra justo al otro lado del límite en la localidad de Opalton. Lo que sigue es una tabla de granjas pastorales que se encuentran hoy cerca (es decir, a menos de 70 km de) Collingwood. Las coördinates provienen de la Gaceta de Australia y a menudo indican un lugar a varios cientos de metros de la casa real. Las únicas excepciones son Nadjayamba, que no aparece en la Gaceta, cuyos coördinates son en realidad los del accidente aéreo de 1966, y Boolbie House, Castle Hill, Gallipoli y Gurley Out Station, cuyos coördinates provienen de Mapcarta. El rodamiento en cada caso es una dirección de brújula expresada en grados, con 0° como norte, y procediendo en el sentido de las agujas del reloj (y por lo tanto, por ejemplo, el este es de 90°). En cada caso, el rodamiento es como se ve desde Collingwood, y se redondea al grado más cercano. La posición utilizada para Collingwood en cada cálculo es la de la parte superior del artículo, que representa un lugar en la intersección de Summer Street y Winter Street (aunque estos existen sólo en los registros; no hay rastrodellos en el suelo). Todas las distancias y rodamientos son como el cuervo vuela.